# I. B třída Moravskoslezského kraje
I. B třída Moravskoslezského kraje tvoří společně s ostatními prvními B třídami sedmou nejvyšší fotbalovou soutěž v České republice. Je řízena Moravskoslezským krajským fotbalovým svazem a rozdělena na skupiny A, B, C a D. Hraje se každý rok od léta do jara se zimní přestávkou, účastní se jí v každé skupině 14 týmů z Moravskoslezského kraje, každý s každým hraje jednou na domácím hřišti a jednou na hřišti soupeře. Celkem se tedy hraje 26 kol. Vítězem se stává tým s nejvyšším počtem bodů v tabulce a postupuje do jedné ze skupin I. A třídy Moravskoslezského kraje. Poslední týmy sestupují do Okresních přeborů (II. tříd), řízených dle spádovosti:
- Okres Bruntál – OFS Bruntál
- Okres Frýdek-Místek – OFS Frýdek-Místek
- Okres Karviná – OFS Karviná
- Okres Nový Jičín – OFS Nový Jičín
- Okres Opava – OFS Opava
- Okres Ostrava-město – MěFS Ostrava

Zkratky: OFS – Okresní fotbalový svaz, MěFS – Městský fotbalový svaz

## Vítězové
Zdroje: 
- 2002/2003 – TJ Slavia Minerva Opava
- 2003/2004 – TJ Suché Lazce
- 2004/2005 – FSK Staré Město
- 2005/2006 – TJ Sokol Štěpánkovice
- 2006/2007 – TJ Hradec nad Moravicí
- 2007/2008 – FK Jakartovice
- 2008/2009 – SK Meteor Strahovice
- 2009/2010 – TJ Sokol Slavkov
- 2010/2011 – TJ Tatran Štítina
- 2011/2012 – TJ Kovohutě Břidličná
- 2012/2013 – TJ Vítkov
- 2013/2014 – TJ Sokol Štěpánkovice
- 2014/2015 – SK Bohuslavice
- 2015/2016 – TJ Sokol Štěpánkovice
- 2016/2017 – TJ Sokol Slavkov
- 2017/2018 – TJ Sokol Štěpánkovice
- 2018/2019 – TJ Hradec nad Moravicí
- 2019/2020 – nedohráno z důvodu Covid-19
- 2020/2021 – nedohráno z důvodu Covid-19
- 2021/2022 – FK Město Albrechtice
- 2022/2023 – Sokol Velké Heraltice
- 2023/2024 – TJ Spartak Budišov

Vítězové I. B třídy – skupiny A
- 2002/2003 – TJ Slavia Minerva Opava
- 2003/2004 – TJ Suché Lazce
- 2004/2005 – FSK Staré Město
- 2005/2006 – TJ Sokol Štěpánkovice
- 2006/2007 – TJ Hradec nad Moravicí
- 2007/2008 – FK Jakartovice
- 2008/2009 – SK Meteor Strahovice
- 2009/2010 – TJ Sokol Slavkov
- 2010/2011 – TJ Tatran Štítina
- 2011/2012 – TJ Kovohutě Břidličná
- 2012/2013 – TJ Vítkov
- 2013/2014 – TJ Sokol Štěpánkovice
- 2014/2015 – SK Bohuslavice
- 2015/2016 – TJ Sokol Štěpánkovice
- 2016/2017 – TJ Sokol Slavkov
- 2017/2018 – TJ Sokol Štěpánkovice
- 2018/2019 – TJ Hradec nad Moravicí
- 2019/2020 – nedohráno z důvodu Covid-19
- 2020/2021 – nedohráno z důvodu Covid-19
- 2021/2022 – FK Město Albrechtice
- 2022/2023 – Sokol Velké Heraltice
- 2023/2024 –

Vítězové I. B třídy – skupiny B
- 1995/1996 – SK Brušperk
- 2000/2001 – TJ BDSTAV Sedliště
- 2002/2003 – TJ Háj ve Slezsku
- 2003/2004 – SK Slavie Třebovice
- 2004/2005 – TJ Sokol Lískovec
- 2005/2006 – FC NH Classic Ostrava
- 2006/2007 – TJ Baník Radvanice
- 2007/2008 – FC Heřmanice Slezská
- 2008/2009 – TJ Sokol Šilheřovice
- 2009/2010 – FK SK Polanka nad Odrou
- 2010/2011 – TJ Sokol Markvartovice
- 2011/2012 – TJ Slavia Píšť
- 2012/2013 – TJ Sokol Kozmice
- 2013/2014 – TJ Sokol Hrabová
- 2014/2015 – TJ Unie Hlubina
- 2015/2016 – TJ Ludgeřovice
- 2016/2017 – TJ Sokol Hrabová
- 2017/2018 – FC Vřesina
- 2018/2019 – TJ Slovan Ostrava
- 2019/2020 – nedohráno z důvodu Covid-19
- 2020/2021 – nedohráno z důvodu Covid-19
- 2021/2022 – TJ Strahovice
- 2022/2023 – TJ Slavia Píšť
- 2023/2024 –

Vítězové I. B třídy – skupiny C
- 1992/1993 – SK Dětmarovice
- 1993/1994 – TJ Vendryně
- 2002/2003 – TJ Sokol Mosty u Jablunkova
- 2003/2004 – FC Sokol Rapid Skřečoň
- 2004/2005 – FK Havířov
- 2005/2006 – TJ Vendryně
- 2006/2007 – TJ Smilovice
- 2007/2008 – TJ Důl František Horní Suchá
- 2008/2009 – TJ Sokol Mosty u Jablunkova
- 2009/2010 – MFK OKD Karviná „B“
- 2010/2011 – Fotbal Frýdek-Místek „B“
- 2011/2012 – TJ Sokol Dolní Lutyně
- 2012/2013 – TJ Dolní Datyně-Havířov
- 2013/2014 – TJ Dobratice
- 2014/2015 – TJ Sokol Staré Město
- 2015/2016 – TJ Sokol Dobrá
- 2016/2017 – 1. FK Spartak Jablunkov
- 2017/2018 – Finstal Lučina
- 2018/2019 – TJ Sokol Dolní Lutyně
- 2019/2020 – nedohráno z důvodu Covid-19
- 2020/2021 – nedohráno z důvodu Covid-19
- 2021/2022 – TJ Horní Suchá
- 2022/2023 – TJ Petřvald u Karviné
- 2023/2024 –

Vítězové I. B třídy – skupiny D
- 1988/1989 – TJ Sokol Baška
- 1990/1991 – TJ Sokol Ostravice
- 1991/1992 – TJ Sokol Fryčovice
- 2002/2003 – TJ Odry
- 2003/2004 – SK Brušperk
- 2004/2005 – TJ Sokol Staré Město
- 2005/2006 – FC Libhošť
- 2006/2007 – Fotbal Jakubčovice „B“
- 2007/2008 – Fotbal Fulnek „B“
- 2008/2009 – TJ Janovice
- 2009/2010 – AFC Veřovice
- 2010/2011 – TJ Petřvald na Moravě
- 2011/2012 – TJ Sokol Starý Jičín
- 2012/2013 – SK Tichá
- 2013/2014 – TJ Sokol Starý Jičín
- 2014/2015 – TJ Mořkov
- 2015/2016 – FC Libhošť
- 2016/2017 – TJ Jistebník
- 2017/2018 – Fotbal Fulnek
- 2018/2019 – TJ Petřvald na Moravě
- 2019/2020 – nedohráno z důvodu Covid-19
- 2020/2021 – nedohráno z důvodu Covid-19
- 2021/2022 – SK Tichá
- 2022/2023 – FC Kopřivnice
- 2023/2024 –

Poznámky:
- 1960/61 – 1964/65: Severomoravský kraj
- 1965/66 – 1968/69: Severomoravská oblast
- 1969/70 – 1971/72: Severomoravská župa
- 1972/73 – 1990/91: Severomoravský kraj
- 1991/92 – 2001/02: Slezská župa
- 2002/03 – dosud: Moravskoslezský kraj